# Galmsjön
Galmsjön är en sjö i Sandvikens kommun i Gästrikland och ingår i Gavleåns huvudavrinningsområde. Sjön är 3,3 meter djup, har en yta på 0,204 kvadratkilometer och är belägen 208,2 meter över havet. Sjön avvattnas av vattendraget Glasboån.

## Delavrinningsområde
Galmsjön ingår i det delavrinningsområde (672573-152936) som SMHI kallar för Mynnar i Vallbyån. Medelhöjden är 187 meter över havet och ytan är 20,65 kvadratkilometer. Det finns inga avrinningsområden uppströms utan avrinningsområdet är högsta punkten. Glasboån som avvattnar avrinningsområdet har biflödesordning 3, vilket innebär att vattnet flödar genom totalt 3 vattendrag innan det når havet efter 62 kilometer. Avrinningsområdet består mestadels av skog (87 procent). Avrinningsområdet har 0,17 kvadratkilometer vattenytor vilket ger det en sjöprocent på 0,8 procent.